# سرکوب تولیدمثلی

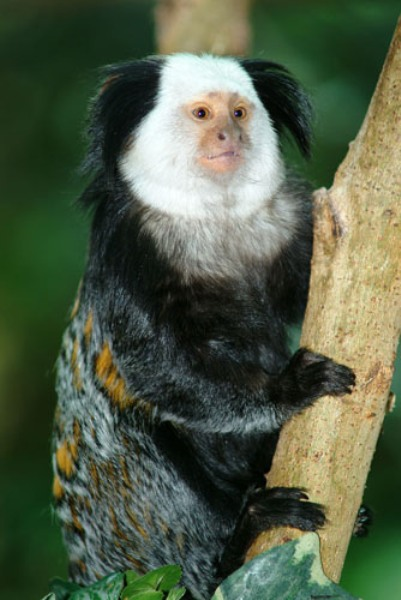
مارموست سرسفید

سرکوب تولیدمثلی (به انگلیسی: Reproductive suppression)، پیشگیری یا مهار تولیدمثل در افراد بالغ سالم است. این موضوع شامل تأخیر در بلوغ جنسی (بلوغ) یا مهار پذیرش جنسی، افزایش اختیاری فاصله بین زایمان از طریق تأخیر یا مهار تخمک‌گذاری یا سقط خودبه‌خودی یا القایی، رها کردن فرزندان نابالغ و وابسته، مراقبت از همسر، تخریب انتخابی و برخی از پلیس‌های کارگر در کنترل تخمک یا زادآوران همیار و نوزادکشی (همچنین به نوزادکشی)، و نوزادکشی در گوشتخواران) از فرزندان ماده‌های زیردست یا با کشتن مستقیم توسط ماده‌ها یا نرهای غالب در پستانداران یا به‌طور غیرمستقیم از طریق خودداری از کمک به مراقبت از نوزاد در مارموست‌ها و برخی از گوشتخواران است. مدل سرکوب تولیدمثلی استدلال می‌کند که زمانی که شرایط آینده (فیزیکی یا اجتماعی) برای بقای فرزندان احتمالاً نسبت به نسل کنونی بسیار بهبود می‌یابد، می‌توانند موفقیت باروری در طول زندگی خود را با سرکوب تولیدمثلی بهینه کنند. هنگامی که رقابت درون‌گروهی (رقابت بین افراد وابسته به همان گروه) زیاد باشد، ممکن است سرکوب تولیدمثلی دیگران سودمند باشد و برای زنان زیردست سرکوب تولیدمثلی خودشان تا زمانی که رقابت اجتماعی کاهش یابد، سودمند باشد. این پدیده سبب انحراف تولیدمثلی در یک گروه اجتماعی می‌شود، به طوری که برخی از افراد فرزندان بیشتری نسبت به دیگران دارند. سرکوب تولیدمثلی برای فرد در مراحل اولیه یک رویداد تولیدمثلی کمترین هزینه را دارد و سرکوب تولیدمثلی اغلب در پستانداران و در مراحل پیش از تخمک‌گذاری یا ابتدایی‌ترین مراحل بارداری ساده‌ترین راه است و پس از تولد بیشترین میزان را دارد؛ بنابراین، نشانه‌های عصبی غدد درون‌ریز برای ارزیابی موفقیت باروری باید به گونه‌ای تکامل یابد که در مراحل اولیه چرخه تخمک‌گذاری قابل اعتماد باشد. سرکوب تولیدمثلی در شدیدترین شکل خود در حشرات اجتماعی مانند موریانه‌ها، هورنت‌ها و زنبورها و در پستانداران در موش حفار برهنه رخ می‌دهد که برای بقا به تقسیم کار پیچیده‌ای در گروه بستگی دارد و در آن ژن‌های خاص، اپی‌ژنتیک و عوامل دیگر شناخته شده هستند برای تعیین اینکه آیا افراد تحت شرایط اجتماعی خاص به‌طور دائم توانایی تولیدمثل را نخواهند داشت یا توانایی رسیدن به بلوغ باروری را ندارند، و ماهیان، پرندگان و پستانداران زادآور که در آنها یک جفت زادآور به کمک‌هایی وابسته است که تولیدمثل آنها سرکوب شده‌است. برای بقای فرزندان خود در جانورانی که به‌صورت اجتماعی و همیاری زادآوری می‌کنند، بیشتر یاورانی که تولیدمثل نمی‌کنند، در انتخاب خویشاوندان شرکت می‌کنند، و با اطمینان از بقای فرزندانی که از نزدیک با آنها وابستگی دارند، برازش فراگیر خود را افزایش می‌دهند. گله گرگ‌ها تولیدمثل زیردستان را سرکوب می‌کنند.